# Wings Over Europe Tour
Wings Over Europe Tour – druga trasa koncertowa grupy Wings; w jej trakcie odbyło się dwadzieścia pięć koncertów.

## Program koncertów
1. „Bip Bop”
2. „Smile Away”
3. „Mumbo”
4. „Give Ireland Back to the Irish”
5. „1882”
6. „I Would Only Smile”
7. „Blue Moon of Kentucky”
8. „The Mess”
9. „Soily”
10. „I Am Your Singer”
11. „Henry's Blues”
12. „Say You Don't Mind”
13. „Seaside Woman”
14. „Wild Life”
15. „My Love”
16. „Mary Had a Little Lamb”
17. „Maybe I'm Amazed"

Bisy:
1. „Hi, Hi, Hi”
2. „Long Tail Sally"

## Lista koncertów
1. 9 lipca 1972 – Châteauvallon, Francja – Centre Culturel
2. 12 lipca 1972 – Juan-les-Pins, Francja - Juan-les-Pins
3. 13 lipca 1972 – Arles, Francja - Théátre Antique
4. 16 lipca 1972 – Paryż, Francja – Paris Olympia
5. 18 lipca 1972 – Monachium, Niemcy – Zirkus Krone-Bau
6. 19 lipca 1972 – Frankfurt, Niemcy – Offenbach Halle
7. 21 lipca 1972 – Zurych, Szwajcaria – Kongres Halle
8. 22 lipca 1972 – Montreux, Szwajcaria - Pavillion
9. 1 sierpnia 1972 – Kopenhaga, Dania – KB Hallen
10. 4 sierpnia 1972 – Helsinki, Finlandia – Messuhalli
11. 5 sierpnia 1972 – Turku, Finlandia - Idreats
12. 7 sierpnia 1972 – Sztokholm, Szwecja – Gröna Lund
13. 8 sierpnia 1972 – Örebro, Szwecja - Idretshalle
14. 9 sierpnia 1972 – Oslo, Norwegia – Njaardhallen
15. 10 sierpnia 1972 – Göteborg, Szwecja – Skandinavien Halle
16. 11 sierpnia 1972 – Lund, Szwecja - Olympen
17. 12 sierpnia 1972 – Odense, Dania – Fyns Forum
18. 14 sierpnia 1972 – Aarhus, Dania – Veljby Risskon Hallen
19. 16 sierpnia 1972 – Düsseldorf, Niemcy - Rheinhalle
20. 17 sierpnia 1972 – Rotterdam, Holandia – De Doelen
21. 19 sierpnia 1972 – Groningen, Holandia – Evenementenhal Martinial
22. 20 sierpnia 1972 – Amsterdam, Holandia – Concertgebouw
23. 21 sierpnia 1972 – Haga, Holandia – World Forum Convgention Center
24. 22 sierpnia 1972 – Antwerpia, Belgia – Cinema Roma
25. 24 sierpnia 1972 – Berlin, Niemcy – Deutschlandhalle